# Ciento seis
El ciento seis (106) es el número natural que sigue al 105 y precede al 107.

## En matemáticas
- El 106 es un número compuesto, que tiene los siguientes factores propios: 1, 2 y 53.
- Como la suma de sus factores es 56 < 106, se trata de un número defectivo.

## En ciencia
- El 106 es el número atómico del seaborgio.

## En otros campos
105 es también:  
- El número nacional de emergencias de texto de Australia.